# La Brévière
La Brévière település Franciaországban, Calvados megyében. Lakosainak száma 117 fő (2018. január 1.). La Brévière La Chapelle-Haute-Grue, Heurtevent, Livarot, Sainte-Foy-de-Montgommery, Saint-Ouen-le-Houx, Livarot-Pays-d'Auge és Val-de-Vie községekkel határos.

## Népesség
A település népességének változása:
| Lakosok száma | 112  | 100  | 103  | 120  | 128  | 118  | 122  | 119  | 119  | 117  |
|               | 1962 | 1968 | 1982 | 1990 | 1999 | 2008 | 2011 | 2013 | 2017 | 2018 |